# Auerbach (Gemeinde Hirschbach)
Auerbach ist eine Ortschaft in der Gemeinde Hirschbach im Mühlkreis im Bezirk Freistadt, Oberösterreich.
Die Ortschaft befindet sich westlich von Freistadt und etwa vier Kilometer südwestlich einer Anschlussstelle zur Böhmerwald Straße. Am 1. Jänner 2024 zählte die Ortschaft 152 Einwohner.